# Porto Ceresio
Porto Ceresio là một comune (municipality) on Lake Lugano in the tỉnh Varese trong vùng Lombardia, có cự ly khoảng 50 km về phía tây bắc của Milan and about 11 km về phía đông bắc của Varese, tại biên giới với Thụy Sĩ. Tại thời điểm ngày 31 tháng 12 năm 2004, đô thị này có dân số 3.080 người và diện tích là 5,1 km².
Porto Ceresio giáp các đô thị: Besano, Brusimpiano, Brusino Arsizio (Thụy Sĩ), Cuasso al Monte, Meride (Thụy Sĩ), Morcote (Thụy Sĩ).